# 常仁法親王
常仁法親王（1752年1月8日—1772年5月25日），俗名成美，幼名百宮，是日本江戶時代中期的法親王，生父母是有栖川宮職仁親王及家女房菖蒲小路後藤氏，有栖川宮織仁親王的同母兄。

## 履歷
百宮最初在寶曆二年（1752年）八月為梶井門跡叡仁法親王的附弟與繼承梶井門跡，在寶曆九年（1759年）九月成為桃園天皇的養子，同年十二月接受親王宣下，賜名成美，次年（寶曆十年、1760年）三月就得度，法號常仁。同時，他在明和九年（1772年）四月擔任天台座主及敘一品，不過僅一天就逝世了，院號無上心院。